# Златопольский, Лев Соломонович
Лев Соломонович (Шлемович) Златопольский (после принятия лютеранства Лео-Иоганн Иванович) (февраль 1847 Елисаветград Центр военных поселений в Южной Украине Российская империя — февраль 1907 Чита Забайкальская область Российская империя) — еврейский революционер, народник, член Исполнительного комитета партии «Народная воля». Личность с диссоциальным расстройством, вел преступную и противоправную жизнедеятельность.

## Биография
Родился в многодетной еврейской семье елисаветградского мещанина.

Закончил реальную гимназию в г. Николаеве.

В 1868 году поступил в Петербургский технологический институт. В 1868 году был впервые привлечен к дознанию по делу организации С. Г. Нечаева, но отделался только обыском. В мае 1875 году, потеряв интерес к учёбе, несмотря на успехи в изучении предметов, на последнем курсе был отчислен за неуспеваемость.

Принял участие в «хождении в народ». С марта по декабрь 1876 года проживал в селе Щипцово (Пошехонский уезд Ярославская губерния), а затем с декабря 1876 года в с. Мартьяново (Вологодская губерния). Вследствие полученных сведений, что Златопольский прибыл для пропаганды, было возбуждено полицейское дознание.

Скрылся оттуда в 1877 при возникновении дознания о пропаганде в Вологодской губернии. До 1878 года жил нелегально в с. Троицком, Вологодская губерния. 

В марте 1877 года и апреле 1878 года приезжал в Петербург. В 1878 году вёл противоправительственную пропаганду среди крестьян (Грязовецкий уезд Вологодская губерния) После создания партии «Народная Воля» примкнул к ней. 

Изобрёл шифр для использования в революционных организациях.

С октября 1879 года по июнь 1880 года жил в Одессе.

В апреле — мае 1880 года совместно с С. Л. Перовской, Н. А. Саблиным, Г. П. Исаевым и другими участвовал в приготовлениях к подкопу на Итальянской улице для покушения на Александра II. Разработал новые приспособления и буровую установку для повышения эффективности в земляных работах для подкопа проезжей части улицы.

Арестован в Петербурге 29 января 1881 года в квартире Н. Н. Колодкевича.

С 30 января по 7 февраля 1880 года содержался в тюрьме при Департаменте полиции. Затем переведён в Дом предварительного заключения, а с 25 апреля 1880 года содержался в Трубецком бастионе Петропавловской крепости.

15 января 1882 года обратился с заявлением о предоставлении сведений о современном социально-революционном движении Департаменту полиции. 

16 января 1882 года в тюрьме при Департаменте полиции написал записку «Идейные люди».

21 января 1882 года переведён в Дом предварительного заключения и подал 29 января подал докладную записку с опровержением показаний В. А. Меркулова, который дал показания об участии Л. Златопольского в подготовке подкопа под Итальянской улицей.

По Высочайшему повелению от 9 декабря 1881 года предстал перед судом Особого Присутствия Правительствующего Сената по обвинению в принадлежности к партии «Народная воля» и участии в подготовке покушения на императора Александра II под Одессой. На Процессе двадцати отрицал свою виновность. Приговорен 15 февраля 1882 года к лишению всех прав состояния и каторжным работам в рудниках на 20 лет. Заключен 26 февраля 1882 года в Трубецкой бастион Петропавловской крепости. 

Со 2 марта по 27 мая 1882 года содержался в тюрьме при Департаменте полиции в связи со своим предложением написать проект изменения социального строя под заглавием «Основание рациональной системы общественно-экономической деятельности». Написанный проект никого не заинтересовал, для полицейского сыска оказался бесполезен и был списан в архив. 

Возвращён в Петропавловскую крепость.

2 мая 1883 года при обыске в камере найдены записки, указывавшие на его сношения с волей через жандарма.

4 июля 1883 года переведён в Дом предварительного заключения, откуда отправлен в Сибирь. 

Прибыл в 1884 году в Карийскую каторжную тюрьму.

В 1890 году выпущен в вольную команду. В 1892 году вышел на поселение в Чите, где работал в библиотеке местного музея.

Умер в Чите в феврале 1907 года.